# Liste der Bodendenkmale im Landkreis Ammerland

Landkreis Ammerland in Niedersachsen

In der Liste der Bodendenkmale im Landkreis Ammerland sind die Bodendenkmale im Landkreis Ammerland aufgeführt. Die Quelle ist der Denkmalatlas Niedersachsen. Die Angaben in den einzelnen Listen ersetzen nicht die rechtsverbindliche Auskunft der zuständigen Denkmalschutzbehörde.
| Bild | Gemeinde        | Bodendenkmalliste                          | Wappen | Lage | Ortsteile |
| ---- | --------------- | ------------------------------------------ | ------ | ---- | --------- |
|      | Apen            | Liste der Bodendenkmale in Apen            |        |      |           |
|      | Bad Zwischenahn | Liste der Bodendenkmale in Bad Zwischenahn |        |      |           |
|      | Edewecht        | Liste der Bodendenkmale in Edewecht        |        |      |           |
|      | Rastede         | Liste der Bodendenkmale in Rastede         |        |      |           |
|      | Westerstede     | Liste der Bodendenkmale in Westerstede     |        |      |           |
|      | Wiefelstede     | Liste der Bodendenkmale in Wiefelstede     |        |      |           |

Ortsteile in schwarzer Schrift weisen keine Bodendenkmale aus.